# Jan Bouwman (burgemeester)
Jan Bouwman (Marum, 14 september 1897 – Oudendijk, 6 april 1954) was een Nederlands politicus. 
Hij werd geboren als zoon van Redmer Bouwman (1867-1948; brigadier bij de marechaussee) en Hermina Sophia Engelhardt (1862-1941). Hij was ambtenaar ter secretarie in het Bildt voor hij voor de gemeente Beemster ging werken. In juni 1945 werd hij de waarnemend burgemeester van de gemeenten Oudendijk en Beets. Een jaar later volgde zijn benoeming tot burgemeester van beide gemeenten. Bouwman had nierproblemen en overleed tijdens zijn burgemeesterschap in 1954 op 56-jarige leeftijd. 